# Fannia flavicornis
Fannia flavicornis är en tvåvingeart som beskrevs av Stein 1911. Fannia flavicornis ingår i släktet Fannia och familjen takdansflugor. Inga underarter finns listade i Catalogue of Life.